# Kroksvärd

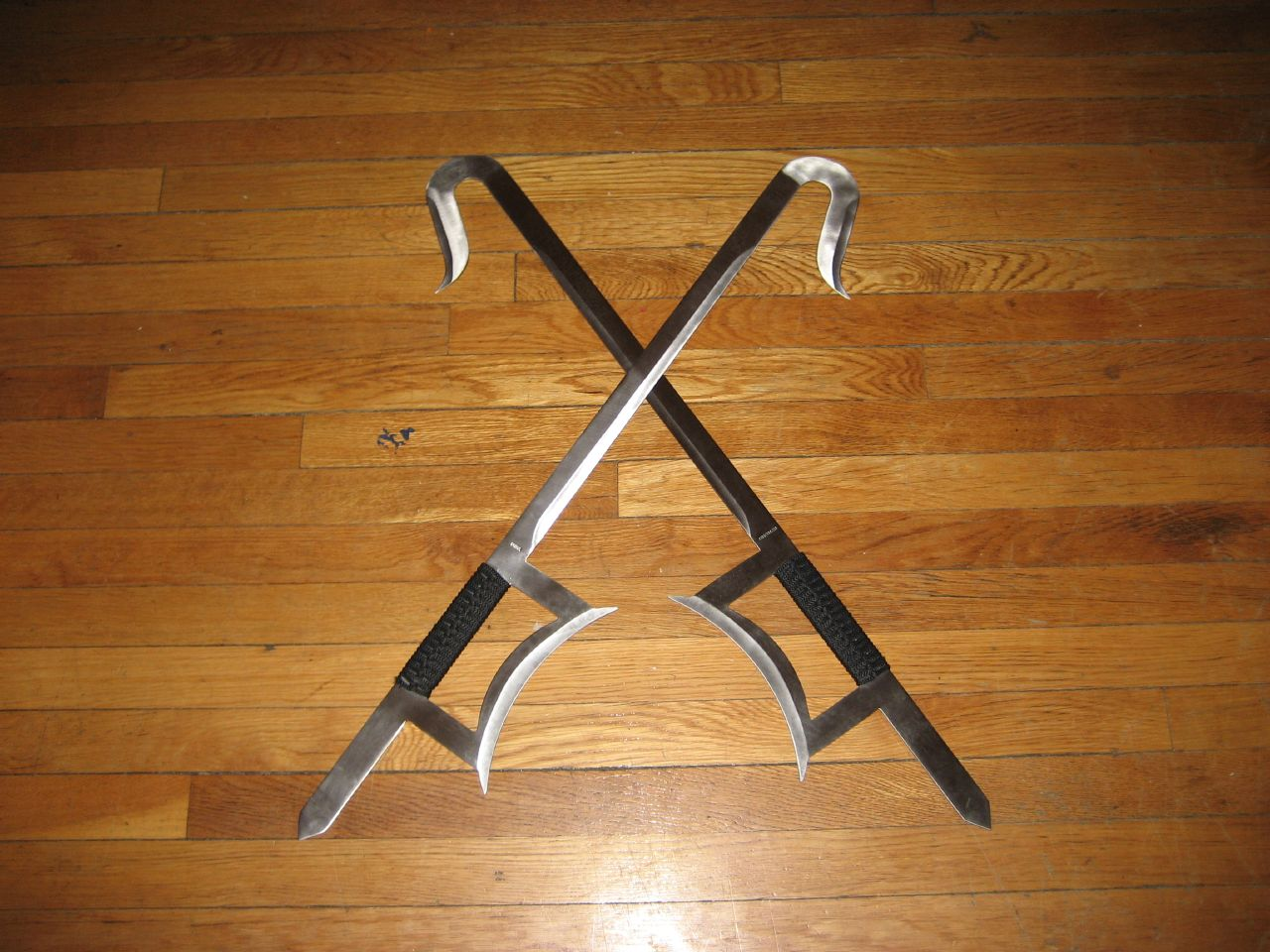
Två kroksvärd.

Kroksvärd (fu tao), eller tigerkroksvärd (hu tou shuang gou), är ett vapen främst förknippat med kungfu-stilar från den norra kinesiska regionen. Svärdet påminner om jiansvärd fast med en krok på eggen och har även likheter med fjärilssvärdets fäste. Oftast används två svärd samtidigt och kroksvärdet är i allmänhet ett svärd som används av mer erfarna utövare. Kroksvärd räknas till ett av de 18 klassiska vapnen inom wushu.

## I populärkultur
Spelkaraktären Kabal i Mortal Kombat 3 använder kroksvärd.